# Conselho Mundial de Automobilismo da FIA
O Conselho Mundial do Automobilismo da FIA é o órgão mais poderoso da Fédération Internationale de l'Automobile (FIA). Este órgão decide acerca das regras e regulamentos dos vários campeonatos de automobilismo sob a alçada da FIA, desde o karting à Fórmula 1. Os seus membros são escolhidos pela Assembleia Geral da FIA, que contém representantes de clubes nacionais do automóvel de todo o mundo. É um dos Conselhos Mundiais da FIA; o outro diz respeito a assuntos como o turismo.
O Conselho Mundial do Automobilismo considera propostas de Comissões especialistas da FIA três ou quatro vezes por ano. Actualmente tem 26 membros, incluindo o presidente da FIA Jean Todt e o detentor dos direitos comerciais da Fórmula 1 Bernie Ecclestone.

## Lista de membros (mandato 2009–2013)
| Cargo           | Membro                |
| --------------- | --------------------- |
| Presidente      | Bernie Ecclestone     |
| Vice-Presidente | Graham Stoker         |
| Vice-Presidente | José Abed             |
| Vice-Presidente | Michel Boeri          |
| Vice-Presidente | Morrie Chandler       |
| Vice-Presidente | Enrico Gelpi          |
| Vice-Presidente | Carlos Gracia Fuertes |
| Vice-Presidente | Mohammed Ben Sulayem  |
| Vice-Presidente | Surinder Thatthi      |

| Membro                           | País que representa  |
| -------------------------------- | -------------------- |
| Sheikh Abdulla Bin Isa Alkhalifa | Barém                |
| Garry Connelly                   | Austrália            |
| Zrinko Gregurek                  | Croácia              |
| Wan Heping                       | China                |
| Vassilis Despotopoulos           | Grécia               |
| Vijay Mallya                     | Índia                |
| Hugo R. Mersan                   | Paraguai             |
| Luis Pinto de Freitas            | Portugal             |
| Radovan Novak                    | Chéquia              |
| Henry Krausz                     | República Dominicana |
| Victor Kiryanov                  | Rússia               |
| Vicenzo Spano                    | Venezuela            |
| Teng Lip Tan                     | Singapura            |
| Lars Österlind                   | Suécia               |

| Membro            | Organismo que representa                             |
| ----------------- | ---------------------------------------------------- |
| François Cornelis | Comissão de Construtores FIA                         |
| Bernie Ecclestone | Entidade Promocional para o Campeonato de Fórmula Um |
| Nicolas Deschaux  | Federação Internacional do Karting (CIK)             |